# 山路晶
山路 晶（やまじ あきら、1998年9月10日 - ）は、日本の女子プロゴルファー。宮城県仙台市出身。所属は森六グループ。

## 経歴
8歳からゴルフを始める。
2016年、東北高等学校3年次には河野杏奈とともに世界ジュニアゴルフ選手権15-17歳の日本代表に選出された。
2019年9月、森六ホールディングスと所属契約を締結した。同年は「富士通レディース」の12位タイなどが最高位で、賞金ランク73位だった。11月、プロテスト2位タイで合格した。西村優菜、笹生優花などが同期にいる。
2020年11月、ステップアップツアー「ダイクレレディースカップ」では竹山佳林とのプレーオフに敗れ2位に終わった。前年と同一シーズンとなった2021年5月、「リゾートトラストレディス」2日目3番、7番ホールに同一ラウンドで2度のホールインワンを達成した。国内男女ツアーでは初の快挙となった。しかし通算4オーバー75位で予選落ちとなり、複雑な感情を滲ませた。8月、「ニトリレディスゴルフトーナメント」では最終日を2位で迎え、優勝を期待されたものの、稲見萌寧の逆転優勝を許し3位タイに終わった。シーズンでは2,977万円余を獲得し、賞金ランク55位ながらメルセデスランキングで47位となり、初のシード権を獲得した。12月、同一ラウンド2度のホールインワンがギネス世界記録に認定された。

## テレビ番組
- ゴルフサバイバル (BS日テレ) - 2019年3月の陣
- 女子ゴルフペアマッチ選手権 (BS朝日) - 菅沼菜々とのペアでシーズン1優勝